# Joe FitzPatrick
Joseph Martin FitzPatrick (sinh ngày 1 tháng 4 năm 1967) là một chính khách của Đảng Quốc gia Scotland (SNP), làm Bộ trưởng Bộ Y tế Công cộng, Thể thao và Sức khỏe kể từ năm 2018 và là Thành viên của Quốc hội Scotland cho Dundee City West kể từ bầu cử Quốc hội Scotland năm 2007, kế nhiệm Lao động nghỉ hưu MSP Kate Maclean. Ông cũng từng là Bộ trưởng Bộ Kinh doanh Quốc hội Chính phủ Scotland, một bài đăng ông tổ chức từ tháng 9 năm 2012 đến tháng 6 năm 2018.